# Registro Nacional de Lugares Históricos em Manhattan acima da 110th Street
Esta é uma lista de propriedades e distritos listados no Registro Nacional de Lugares Históricos em Manhattan acima da 110th Street, que é uma parte significativa do distrito de Manhattan na cidade de Nova Iorque. Por sua vez, o distrito de Manhattan é co-existente com o condado de Nova Iorque. Para todas as propriedades e distritos de Manhattan, consulte as listagens do Registro Nacional de Lugares Históricos em Manhattan.

## Listagem atual
A relação a seguir lista as 99 entradas atuais pertencentes ao Registro Nacional de Lugares Históricos e são baseadas em inscrições no Banco de Dados do Cadastro Nacional de Informações. Há inclusões frequentes e exclusões ocasionais à lista, fazendo com que as entradas mostradas aqui sejam aproximadas e não oficiais. Os primeiros marcos foram designados em 15 de outubro de 1966 e o mais recente em 29 de outubro de 2020.
Legenda:
| NRHP | Registro Nacional de Lugares Históricos |
| NHL  | Marco Histórico Nacional                |
| NHLD | Distrito Histórico Nacional             |
| HD   | Distrito Histórico                      |
| NHS  | Local Histórico Nacional                |
| NMEM | Memorial Nacional dos EUA               |
| NMON | Monumento Nacional dos EUA              |
| NHP  | Parque Histórico Nacional dos EUA       |
| NMP  | Parque Nacional Militar dos EUA         |

| [ 2 ] | Nome                                                            | Imagem | Inclusão                | Endereço e coordenadas                                                                                                 | Bairro                     | NRIS      | Observações |
| ----- | --------------------------------------------------------------- | ------ | ----------------------- | --- | -------------------------- | --------- | --- |
| 1     | 32nd Police Precinct Station House Complex                      |        | 8 de agosto de 2019     | 1850-1854 Amsterdam Avenue                                                                                             | Harlem                     | 100004243 | O complexo da delegacia de polícia do Segundo Império dos anos 1870, agora escritórios para grupos comunitários, reflete a mudança no papel da polícia no momento da construção; estava em uso por quase um século.                                     |
| 2     | 116th Street-Columbia University Subway Station (IRT)           |        | 17 de setembro de 2004  | Junção da Broadway com West 116sth St.                                                                                 | Morningside Heights        | 04001020  | Estação de metrô (linha 1) |
| 3     | 145th Street Subway Station (IRT)                               |        | 30 de março de 2005     | Abaixo da Lenox Avenue na junção com 145th St.                                                                         | Harlem                     | 05000231  | Estação de metrô (linha 3) |
| 4     | 168th Street Subway Station (IRT)                               |        | 30 de março de 2005     | Abaixo da Broadway na junção com W. 168th St.                                                                          | Washington Heights         | 05000232  | Estação de metrô (linha 1). É a única estação ao longo do Fort George Tunnel onde seu teto abobadado semicircular é visível |
| 5     | 181st Street Subway Station (IND)                               |        | 30 de março de 2005     | Fort Washington Ave., entre W. 185th e 181st Sts.                                                                      | Washington Heights         | 05000233  | Estação de metrô (linha A) |
| 6     | 181st Street Subway Station (IRT)                               |        | 30 de março de 2005     | Sob a St. Nicholas Ave. entre W. 181st e W. 180th Sts                                                                  | Washington Heights         | 05000224  | Estação de metrô (linha 1) |
| 7     | 190th Street Subway Station (IND)                               |        | 30 de março de 2005     | Abaixo da Fort Washington Ave. entre Fort Tryon Park (Cabrini Blvd.) e W. 190th St.                                    | Washington Heights         | 05000225  | Estação de metrô (linha A) |
| 8     | 207th Street Yard-Signal Service Building and Tower B           |        | 9 de fevereiro de 2006  | W. 215th St. entre Tenth Ave. e Harlem R                                                                               | Inwood                     | 06000018  | |
| 9     | 369th Regiment Armory                                           |        | 28 de janeiro de 1994   | 2366 Fifth Ave. | Harlem                     | 93001537  | Casa do 369º Regimento, Harlem Hellfighters |
| 10    | Ansche Chesed Synagogue                                         |        | 9 de junho de 2014      | 1883 Adam Clayton Powell Jr. Blvd.                                                                                     | Harlem                     | 14000289  | A congregação fundada no final da década de 1820 era a maior sinagoga do país em meados do século XIX. Agora, a Igreja Batista do Monte Neboh |
| 11    | Apollo Theater                                                  |        | 17 de novembro de 1983  | 253 W. 125th St. 40° 48′ 36″ N, 73° 57′ 01″ O                                                                          | Harlem                     | 83004059  | Local para músicos populares afro-americanos de meados do século XX |
| 12    | Audubon Terrace Historic District                               |        | 30 de maio de 1980      | Delimitado pela Broadway, Riverside Dr., W. 155th e W. 156th Sts.                                                      | Washington Heights         | 80002667  | |
| 13    | Bailey House                                                    |        | 23 de abril de 1980     | 10 St. Nicholas Pl. | Harlem                     | 80002668  | |
| 14    | Old Broadway Synagogue                                          |        | 11 de janeiro de 2002   | 15 Old Broadway | Harlem                     | 01001440  | |
| 15    | Brooks and Hewitt Halls                                         |        | 15 de novembro de 2003  | Junção da W. 116th St. e Claremont Ave.                                                                                | Morningside Heights        | 03001151  | |
| 16    | Calvary Methodist Episcopal Church                              |        | 16 de maio de 2016      | 211 W. 129th St., 2190 Adam Clayton Powell, Jr. Blvd.                                                                  | Harlem                     | 16000255  | A elaborada igreja românica de John Rochester Thomas era a maior da cidade após a construção de 1887; mais tarde expandiu e vendeu para a congregação negra que a rebatizou de Igreja Metodista Unida de Salem.                                         |
| 17    | Casa Italina                                                    |        | 29 de outubro de 1982   | 1151-1161 Amsterdam Ave.                                                                                               | Morningside Heights        | 82001188  | |
| 18    | Chapel of the Intercession Complex and Trinity Cemetery         |        | 24 de julho de 1980     | 550 W. 155th St. | Washington Heights         | 80002677  | |
| 19    | Church of Notre Dame and Rectory                                |        | 6 de maio de 1980       | 405 W. 114th St. e 40 Morningside Dr.                                                                                  | Morningside Heights        | 80002678  | |
| 20    | College of the City of New York                                 |        | 7 de setembro de 1984   | Delimitado pela Amsterdam Ave., St. Nicholas Terr., W. 138th, e W. 140th Sts.                                          | Upper Manhattan            | 84002763  | |
| 21    | Congregation Shaare Zedek of Harlem                             |        | 23 de fevereiro de 2015 | 23 W. 118th St. | Harlem                     | 15000031  | A sinagoga neoárabe construída em 1901 para uma das mais antigas congregações judaicas da cidade tem sido principalmente uma igreja protestante desde 1930 servindo a comunidade afro-americana local.                                                  |
| 22    | Will Marion Cook House                                          |        | 11 de maio de 1976      | 221 W. 138th St. | Harlem                     | 76001238  | O músico Will Marion Cook viveu aqui |
| 23    | Croton Aqueduct Gate House                                      |        | 22 de setembro de 1983  | 135th St. e Convent Ave.                                                                                               | Upper Manhattan            | 83001721  | |
| 24    | Delta Psi, Alpha Chapter                                        |        | 26 de abril de 1996     | 434 Riverside Dr. | Morningside Heights        | 96000484  | |
| 25    | Dorrance Brooks Square Historic District                        |        | 8 de agosto de 2019     | Edgecombe Avenue, West 136th-140th Streets                                                                             | Harlem                     | 100004239 | O bairro que leva o nome de um militar negro morto durante a Primeira Guerra Mundial estava intimamente associado a muitas figuras do Renascimento do Harlem; também contém muitas das rowhouses que caracterizaram o desenvolvimento inicial do Harlem |
| 26    | Dunbar Apartments                                               |        | 29 de março de 1979     | Delimitado pela 7th e 8th Aves. e W. 149th e 150th Sts.                                                                | Harlem                     | 79001601  | |
| 27    | Dyckman Street Subway Station (IRT)                             |        | 17 de setembro de 2004  | Entre Hillside e St. Nicholas Aves. , junção da Dyckman St. e Nagle Ave.                                               | Inwood                     | 04001021  | Estação de metrô (linha 1) |
| 28    | William Dyckman House                                           |        | 24 de dezembro de 1967  | 4881 Broadway | Inwood                     | 67000014  | Última casa da fazenda restante em Manhattan, datada do final do século XVIII. Agora um museu administrado pelo Departamento de Parques. |
| 29    | Earl Hall                                                       |        | 12 de março de 2018     | 2980 Broadway | Morningside Heights        | 100002189 | O edifício McKim, Mead and White, de 1902, foi um dos primeiros no campus Morningside Heights de Columbia; mais tarde abrigou escritórios da Student Homophile League, primeira organização LGBT de estudantes dos EUA                                  |
| 30    | East Harlem Historic District                                   |        | 10 de julho de 2019     | Geralmente E. 111th-120th Sts., Park, Lexington, Pleasant, 1st-3rd Aves.                                               | East Harlem                | 100004218 | Bairro desenvolvido principalmente entre a Guerra Civil e a Primeira Guerra Mundial, refletindo a ocupação por vários grupos étnicos diferentes |
| 31    | Edward Kennedy "Duke" Ellington House                           |        | 11 de maio de 1976      | 935 St. Nicholas Ave., Apt. 4A                                                                                         | Harlem                     | 76001239  | Lar da lenda do jazz Duke Ellington durante grande parte de sua vida adulta |
| 32    | Elmendorf Reformed Church                                       |        | 27 de abril de 2010     | 171 E. 121st St. | Harlem                     | 10000225  | |
| 33    | Fire Hook and Ladder Company No. 14                             |        | 22 de maio de 2013      | 120 E. 125th St. | Harlem                     | 13000309  | Atualmente acomoda o Instituto da Diáspora Africana do Centro Cultural Caribenho |
| 34    | First African Methodist Episcopal Church: Bethel                |        | 9 de novembro de 2018   | 60 W 132nd St. | Harlem                     | 100003116 | A igreja neogótica abriga uma das igrejas negras mais importantes do Harlem, chave para o desenvolvimento do bairro ao longo do século XX; Marcus Garvey fez seu primeiro discurso no Harlem aqui.                                                      |
| 35    | Fort Tryon Park and the Cloisters                               |        | 19 de dezembro de 1978  | Broadway e Dyckman St.                                                                                                 | Washington Heights         | 78001870  | |
| 36    | Fort Washington Avenue Armory                                   |        | 2 de março de 1995      | 216 Fort Washington Ave. (junção com 168th St.)                                                                        | Washington Heights         | 95000085  | O arsenal neoclássico de 1911 foi um dos primeiros na cidade nesse estilo. Agora é a casa do National Track and Field Hall of Fame. |
| 37    | Fort Washington Presbyterian Church                             |        | 7 de janeiro de 2010    | 21 Wadsworth Ave. | Washington Heights         | 09001209  | |
| 38    | The Fourth Church of Christ, Scientist                          |        | 31 de agosto de 2011    | 551 Ft. Washington Ave.                                                                                                | Washington Heights         | 11000620  | |
| 39    | Local do Forte Washington                                       |        | 6 de dezembro de 1978   | Endereço restrito 40° 51′ 10″ N, 73° 56′ 17″ O                                                                         | Washington Heights         | 78001871  | O memorial localiza-se no Bennett Park |
| 40    | Memorial Nacional General Grant                                 |        | 15 de outubro de 1966   | Riverside Dr. e W. 122nd St. 40° 48′ 48″ N, 73° 57′ 47″ O                                                              | Morningside Heights        | 66000055  | |
| 41    | Hamilton Grange National Memorial                               |        | 15 de outubro de 1960   | 414 West 141st St. | Hamilton Heights           | 66000097  | Casa de Alexander Hamilton. Mudou recentemente para fins de preservação. |
| 42    | Hamilton Heights Historic District                              |        | 30 de setembro de 1983  | Aproximadamente delimitado pela St. Nicholas e Amsterdam Aves, W. 145 e W. 140th Sts.                                  | Hamilton Heights           | 83001727  | |
| 43    | Harlem African Burial Ground                                    |        | 29 de janeiro de 2018   | 2460 2nd Ave. | Harlem                     | 100002055 | Cemitério de africanos escravizados de 1660 a 1858, redescoberto por arqueólogos do século 21; atualmente sob a garagem de ônibus da 126th Street, mas será preservado na reconstrução.                                                                 |
| 44    | Harlem Courthouse                                               |        | 16 de abril de 1980     | 170 E. 121st St. | Harlem                     | 80002692  | |
| 45    | Harlem Fire Watchtower                                          |        | 21 de junho de 1976     | Garvey Park na E. 122nd St.                                                                                            | Harlem                     | 76001240  | Único sobrevivente de 11 torres de vigilância de incêndio que cobriam Manhattan e/ou a cidade. |
| 46    | Harlem River Houses                                             |        | 18 de dezembro de 1979  | 151st até 153rd St., Macombs Pl. e Harlem River Dr.                                                                    | Harlem                     | 79001605  | |
| 47    | Harlem Savings Bank                                             |        | 28 de agosto de 2003    | 124 E. 125th St. | Harlem                     | 03000849  | |
| 48    | Matthew Henson Residence                                        |        | 15 de maio de 1975      | 246 W. 150th St., Apt. 3F                                                                                              | Harlem                     | 75001207  | |
| 49    | Aqueduto da Ponte Alta e Torre de Água                          |        | 4 de dezembro de 1972   | Harlem River na W. 170th St. e High Bridge Park 40° 50′ 32,31″ N, 73° 55′ 49″ O                                        | Washington Heights         | 72001560  | |
| 50    | Hispanic Society of America Complex                             |        | 16 de outubro de 2012   | 613 W. 155th St. 40° 50′ 00″ N, 73° 56′ 48″ O                                                                          | Washington Heights         | 12001009  | |
| 51    | Holy Cross African Orthodox Pro-Cathedral                       |        | 9 de novembro de 2017   | 122 W. 129th St. | Harlem                     | 100001803 | Primeira e única catedral da Igreja Ortodoxa Africana |
| 52    | Holyrood Protestant Episcopal Church                            |        | 29 de outubro de 2020   | 715 West 179th St. | Washington Heights         | 100005702 | |
| 53    | Hotel Theresa                                                   |        | 16 de junho de 2005     | 2082-2096 Adam Clayton Powell, Jr. Blvd.                                                                               | Harlem                     | 05000618  | |
| 54    | Hudson View Gardens                                             |        | 16 de fevereiro de 2016 | 116 Pinehurst Ave. | Hudson Heights             | 16000020  | Maior cooperativa habitacional dos EUA quando construída no início dos anos 1920 |
| 55    | Langston Hughes House                                           |        | 29 de outubro de 1982   | 20 E. 127th St. | Harlem                     | 82001198  | Casa de Langston Hughes, importante poeta afro-americano |
| 56    | International House                                             |        | 10 de setembro de 1999  | 500 Riverside Dr. | Morningside Heights        | 99001129  | |
| 57    | IRT Broadway Line Viaduct                                       |        | 15 de setembro de 1983  | W. 122nd St. até W. 135th St., Broadway                                                                                | Harlem                     | 83001749  | Estação de viaduto no trem 1. |
| 58    | Ivey Delph Apartments                                           |        | 20 de janeiro de 2005   | 17-19 Hamilton Terrace                                                                                                 | Hamilton Heights           | 04001531  | |
| 59    | Farol de Jeffrey's Hook                                         |        | 29 de maio de 1979      | Fort Washington Park 40° 51′ 01″ N, 73° 56′ 49″ O                                                                      | Washington Heights         | 79003130  | Famoso como Pequeno Farol Vermelho sob a gigante Ponte George Washington |
| 60    | James Weldon Johnson House                                      |        | 11 de maio de 1976      | 187 W. 135th St. | Harlem                     | 76001241  | Casa de James Weldon Johnson |
| 61    | Jumel Terrace Historic District                                 |        | 3 de abril de 1973      | W. 160th e 162nd Sts. entre St. Nicholas e Edgecombe Aves.                                                             | Washington Heights         | 73001220  | |
| 62    | Low Memorial Library, Columbia University                       |        | 23 de dezembro de 1987  | W. Sixteenth St. entre Broadway e Amsterdam Ave.                                                                       | Morningside Heights        | 87002599  | Maior edifício com cúpula de granito nos EUA, agora usado como principal edifício administrativo de Columbia |
| 63    | Manhattan Avenue-West 120th-123rd Streets Historic District     |        | 17 de janeiro de 1992   | 242-262 W. 120th St., 341-362 W. 121st St., 341-362 W. 122nd St., 344-373 123rd St., 481-553 Manhattan Ave. lado oeste | Harlem                     | 91001920  | |
| 64    | Claude McKay Residence                                          |        | 8 de dezembro de 1976   | 180 W. 135th St. | Harlem                     | 76002143  | Também conhecido como Harlem YMCA |
| 65    | Milbank, Brinckerhoff, and Fiske Halls                          |        | 15 de novembro de 2003  | Aproximadamente delimitado pela W. 119th e W. 120th Sts., e Broadway e Claremont Aves.                                 | Morningside Heights        | 03001152  | |
| 66    | Minton's Playhouse                                              |        | 18 de setembro de 1985  | 206-210 W. One Hundred Eighteenth St.                                                                                  | Harlem                     | 85002423  | |
| 67    | Mansão Morris–Jumel                                             |        | 15 de outubro de 1966   | 160th St. e Edgecombe Ave. 40° 50′ 04″ N, 73° 56′ 19″ O                                                                | Washington Heights         | 66000545  | |
| 68    | Mount Morris Bank                                               |        | 7 de dezembro de 1989   | E. 125th St. e Park Ave.                                                                                               | Harlem                     | 89002087  | |
| 69    | Mount Morris Park Historic District                             |        | 6 de fevereiro de 1973  | Aproximadamente delimitado pela Lenox Ave., Mount Morris Park West, e W. 124th e W. 119th Sts.                         | Harlem                     | 73001221  | |
| 70    | New York Amsterdam News Building                                |        | 11 de maio de 1976      | 2293 7th Ave. | Harlem                     | 76001247  | Outrora escritórios do principal jornal afro-americano do início do século XX, o New York Amsterdam News. |
| 71    | New York Presbyterian Church                                    |        | 3 de junho de 1982      | 151 W. 128th St. | Harlem                     | 82003385  | |
| 72    | National Headquarters, March on Washington for Jobs and Freedom |        | 3 de fevereiro de 2020  | 170 West 130th St. | Harlem                     | 100004933 | Condomínio onde a marcha dos direitos civis em 1963, na qual Martin Luther King Jr. fez seu discurso "Eu tenho um sonho", foi organizada e planejada |
| 73    | New York Public Library, 115th Street Branch                    |        | 6 de maio de 1980       | 203 W. 115th St. | Harlem                     | 80002704  | |
| 74    | New York Public Library, Fort Washington Branch                 |        | 27 de agosto de 2020    | 535 West 179th St. | Washington Heights         | 100005470 | |
| 75    | New York Public Library, Hamilton Grange Branch                 |        | 23 de julho de 1981     | 503 e 505 W. 145th St.                                                                                                 | Washington Heights         | 81000410  | |
| 76    | North Presbyterian Church                                       |        | 5 de fevereiro de 2014  | 525 W. 155th St. | Washington Heights         | 13001153  | |
| 77    | Park and Tilford Building                                       |        | 1 de maio de 2009       | 310 Lenox Ave. | Harlem                     | 09000258  | |
| 78    | Philosophy Hall                                                 |        | 31 de julho de 2003     | 1150 Amsterdam Avenue                                                                                                  | Morningside Heights        | 03001046  | Edwin Armstrong inventou a rádio FM em um laboratório subterrâneo |
| 79    | Public School 157                                               |        | 10 de dezembro de 1982  | 327 St. Nicholas Ave.                                                                                                  | Harlem                     | 82003387  | |
| 80    | Pupin Physics Laboratories, Columbia University                 |        | 15 de outubro de 1966   | Broadway e 120th St.                                                                                                   | Morningside Heights        | 66000550  | |
| 81    | Igreja de Riverside                                             |        | 12 de dezembro de 2012  | 478, 490 Riverside Dr. & 81 Claremont Ave. 40° 48′ 43″ N, 73° 57′ 47″ O                                                | Morningside Heights        | 12001036  | John D. Rockefeller e Harry Emerson Fosdick estabeleceram esta igreja interdenominacional em 1930, conhecida por seu papel no ativismo social e político. Sua torre de 119 metros a torna a igreja mais alta dos EUA.                                   |
| 82    | Riverside Park and Drive                                        |        | 2 de setembro de 1983   | Da 72nd St. até 129th St. 40° 48′ 15″ N, 73° 58′ 12″ O                                                                 | Upper West Side até Inwood | 83001743  | O primeiro grande projeto de Robert Moses em Manhattan acelerou as viagens para o Bronx e tornou a margem do rio acessível como um parque |
| 83    | Paul Robeson Home                                               |        | 8 de dezembro de 1976   | 555 Edgecombe Ave. | Washington Heights         | 76001248  | |
| 84    | St. Andrew's Episcopal Church                                   |        | 18 de março de 1980     | 2067 5th Ave. | Harlem                     | 80002717  | |
| 85    | St. Luke's Hospital                                             |        | 20 de maio de 2019      | 30 Morningside Dr. | Morningside Heights        | 100003934 | Complexo de 11 pavilhões construídos principalmente entre 1896 e 1928, que simboliza a mudança do papel de grande hospital urbano. |
| 86    | St. Nicholas Historic District                                  |        | 29 de outubro de 1975   | W. 138th e W. 139th Sts. (ambos os lados) entre 7th e 8th Aves.                                                        | Harlem                     | 75001209  | |
| 87    | St. Philip's Church                                             |        | 25 de setembro de 2008  | 210-216 West 134th St.                                                                                                 | Harlem                     | 08000933  | |
| 88    | St. Walburga's Academy                                          |        | 28 de julho de 2004     | 630 Riverside Dr. | Hamilton Heights           | 04000755  | |
| 89    | Schomburg Center for Research in Black Culture                  |        | 21 de setembro de 1978  | 103 W. 135th St. | Harlem                     | 78001881  | |
| 90    | Sheffield Farms Stable                                          |        | 9 de novembro de 2005   | 3229 Broadway | Manhattanville             | 05001285  | |
| 91    | Students' Hall                                                  |        | 15 de novembro de 2003  | Barnard College, 3005 Broadway                                                                                         | Morningside Heights        | 03001150  | Construído em 1916, agora conhecido como Barnard Hall |
| 92    | Substation 17                                                   |        | 9 de fevereiro de 2006  | 127-129 Hillside Ave.                                                                                                  | Washington Heights         | 06000025  | |
| 93    | Substation 219                                                  |        | 9 de fevereiro de 2006  | 309 W. 133rd St. | Harlem                     | 06000023  | |
| 94    | Distrito Histórico de Sugar Hill                                |        | 11 de abril de 2002     | Aproximadamente delimitado pela W. 155th St., 145th St., Bradhurst Ave. e Convent Ave. 40° 49′ 38″ N, 73° 56′ 36″ O    | Harlem                     | 02000360  | |
| 95    | Union Theological Seminary                                      |        | 23 de abril de 1980     | W. 120th St. e Broadway                                                                                                | Morningside Heights        | 80002725  | |
| 96    | US Post Office-Inwood Station                                   |        | 11 de maio de 1989      | 90 Vermilyea Ave. | Inwood                     | 88002361  | |
| 97    | Washington Bridge                                               |        | 22 de setembro de 1983  | Entre Amsterdam e Undercliff Aves.                                                                                     | Washington Heights         | 83001645  | |
| 98    | West 114th Street Historic District                             |        | 16 de julho de 2014     | 204-246 & 215-277 W. 114th St.                                                                                         | Morningside Heights        | 14000399  | Casas geminadas de tijolos erguidas nos últimos anos do século XIX eventualmente se tornaram um dos blocos mais desejáveis do Harlem quando os afro-americanos começaram a se mudar durante a Grande Migração.                                          |
| 99    | West 147th-149th Streets Historic District                      |        | 18 de maio de 2003      | Aproximadamente delimitado pela Eighth Ave., W. 149th St., Seventh Ave., e W. 147th Ave.                               | Harlem                     | 03000407  | |